# Dovercourt
Dovercourt – miasto w Anglii, w hrabstwie Essex, w dystrykcie Tendring. Leży 59 km na wschód od miasta Chelmsford i 107 km na północny wschód od Londynu. Dovercourt jest wspomniana w Domesday Book (1086) jako Druvrecurt.